# Weyburn (Saskatchewan)
Pour les articles homonymes, voir Weyburn.
Weyburn est une ville du sud-est de la Saskatchewan au Canada. En 2021, elle compte plus de 11 000 habitants pour une superficie de 19,3 km2. Elle se situe à 110 km au sud-est de Régina et à 90 km au nord-ouest d'Estevan. C'est un carrefour routier et ferroviaire secondaire.

## Administration
| 2006-2016    | 2016-2024  | 2024-2028     |
| ------------ | ---------- | ------------- |
| Debra Button | Marcel Roy | Jeff Richards |
| [ 1 ]        | [ 2 ]      | [ 2 ]         |

## Démographie
| 1971  | 1976  | 1981  | 1986   | 1991  |
| ----- | ----- | ----- | ------ | ----- |
| 8 815 | 8 892 | 9 523 | 10 153 | 9 673 |

| 1996  | 2001  | 2006  | 2011   | 2016   |
| ----- | ----- | ----- | ------ | ------ |
| 9 723 | 9 534 | 9 433 | 10 484 | 10 870 |

| 2021   | - | - | - | - |
| ------ | - | - | - | - |
| 11 019 | - | - | - | - |

## Sport
L'équipe de hockey sur glace des Red Wings de Weyburn de la Ligue de hockey junior de la Saskatchewan est basée à Weyburn.